# Archipel de Spermonde
L’archipel de Spermonde, plus rarement archipel Spermonde, aussi appelé archipel de Sangkarang ou archipel de Pabbiring est un groupe d'environ 120 îles (dont une cinquantaine sont couvertes de végétation et habitées, les autres étant des bancs de sable) qui se trouve au large de la côte sud-ouest de l'île de Sulawesi, en Indonésie, dans le Triangle de corail, au sud du détroit de Macassar. Les îles s'étirent du nord au sud sur une quarantaine de kilomètres, à quelques kilomètres de la côte. Elles couvrent une superficie d'environ 141 kilomètres carrés et comptent, selon le recensement de 2020, 31 293 habitants. 
L'archipel forme du point de vue administratif deux districts indonésiens, Kecamatan Liukang Tupabbiring et Kecamatan Liukang Tupabbiring Utara, au sein du Kabupaten de Pangkajene et des îles. 